# Kees Slingerland
Kees Slingerland (Moordrecht, 14 juli 1975) is een Nederlands voormalig korfballer. Hij is Nederlands kampioen en won verschillende gouden medailles met het Nederlands korfbalteam.

## Begin van Carrière
Slingerland begon op zijn 5e met korfbal bij IJsselvogels uit Moordrecht. Daar speelde hij tot zijn 21e.

## Die Haghe
In 1996, op 21-jarige leeftijd ging Slingerland spelen bij het Haagse KV Die Haghe. De ploeg waar hij in terecht komt, is jong en ambitieus. Hij speelt daar samen met andere talenten zoals Tim Abbenhuis en Mady Tims.
Aan het eind van zijn eerste seizoen bij de club wordt Slingerland onderscheiden met de prijs van Beste Debutant van het Jaar.
In zijn tweede seizoen bij de club, 1997-1998 haalt Die Haghe de Nederlandse zaalfinale. In Ahoy treft het Papendrechts Korfbalclub. De wedstrijd eindigt in een 19-14 overwinning van PKC, maar in de ploeg van Die Haghe zit groei.
Dit bewijst Die Haghe met 2 succesjaren, in 2000 en 2002. In deze 2 jaren wint de ploeg zowel de zaal- als de veldfinale.
Vooral in de zaalfinale van 2000 was Slingerland belangrijk voor Die Haghe. Hij scoorde in deze finale 8 goals en was hiermee de topscoorder van zijn ploeg.
Slingerland sluit zijn carrière bij Die Haghe af met de Europacup van 2003.

## Meervogels
In 2004 verruilt Slingerland van club. Bij Die Haghe zijn in 2002 een aantal belangrijke spelers gestopt en de ploeg beleeft lastige tijden. Slingerland kiest voor een nieuw avontuur bij De Meervogels uit Zoetermeer. De ploeg stond in 2004 in de zaal play-offs en wilde graag in de top van Nederland blijven spelen.
In 2005-2006 speelde Slingerland met De Meervogels in de nieuw opgerichte Korfbal League, het hoogste toneel van het Nederlands zaalkorfbal.
Slingerland scoort dat seizoen 77 goals en is hiermee de topscoorder van De Meervogels. Het blijkt helaas niet voldoende, want de club wordt 10e in de competitie waardoor directe degradatie een feit is. De club kan in de jaren erna niet meer terug komen in de league. Het zakt in 2009 zelfs terug van de Hoofdklasse naar de Overgangsklasse en in 2012 degradeert het naar de 1e Klasse.

## Erelijst
- Nederlands kampioen zaalkorfbal, 2x (2000, 2002)
- Nederlands kampioen veldkorfbal, 2x (2000, 2002)
- Europacup kampioen, 2x (2001, 2003)
- Prijs voor Beste Debutant, 1x (1997)

## Oranje
Slingerland speelde 33 officiële interlands voor het Nederlands korfbalteam. Van deze 33 caps speelde hij er 4 op het veld en 29 in de zaal.
In dienst van Oranje won Slingerland goud op de volgende internationale toernooien:
- EK 1998
- WK 1999
- World Games 2001
- WK 2003